# Le Mayet-de-Montagne

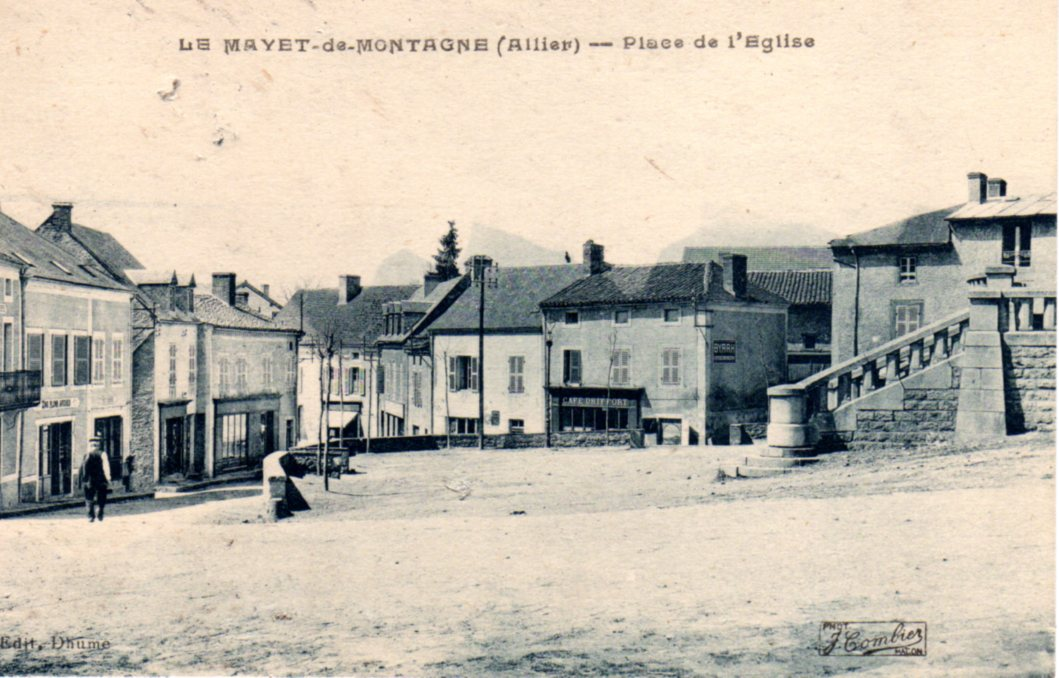
Old view of the church's square

 Le Mayet-de-Montagne  là một xã ở tỉnh Allier thuộc miền trung nước Pháp.